# Landeleau
Landeleau település Franciaországban, Finistère megyében. Lakosainak száma 982 fő (2022. január 1.). Landeleau Collorec, Cléden-Poher, Kergloff, Plonévez-du-Faou, Plouyé és Spézet községekkel határos.

## Népesség
A település népességének változása:
| Lakosok száma | 1250 | 1088 | 1028 | 1047 | 964  | 944  | 937  | 959  | 963  | 982  |
|               | 1968 | 1982 | 1990 | 2006 | 2013 | 2015 | 2017 | 2019 | 2020 | 2022 |